# 明日同學的水手服
《明日同學的水手服》是博所創作的日本漫畫，由2016年8月2日起於集英社旗下的漫畫網站「隔壁的Young Jump」上連載，每月更新1集。內容講述主角「明日小路」終於能穿上憧憬已久的水手服，入讀名門女子中學私立蠟梅學園的校園故事。改編電視動畫於2022年1月8日至3月26日播映，動畫製作公司為CloverWorks。截止2023年3月，单行本累计销量突破100万册。

## 故事概要
明日小路是剛升上私立蠟梅學園中學部的一年級生。她在升上中學前，非常憧憬以水手服為主要形象的偶像福元幹。她在發現母親的母校私立蠟梅學園中學部的校服也是水手服時，感受到命運的巧合，決意報考該校，並順利獲錄取。她母親亦親手為女兒縫製校服。殊不知到開學那天，她們才發現私立蠟梅學園中學部早已取消水手服形式的校服，令明日小路成為全校唯一一名穿水手服的學生。

## 登場人物

### 私立蠟梅學園中學部1年3班
明日小路（聲：村上真夏）
座號1號，4月4日生，牡羊座。本作主角。非常憧憬水手服，為了穿上水手服才報考了蠟梅中學。性格開朗率直，非常憧憬偶像福元幹，經常模仿她的舞蹈。運動神經很好，身體也經常鍛鍊，被各個運動社團看重。在參觀話劇社時，被話劇社社長看出小路天生的獨特魅力而被邀請加入話劇社。
國小時只有自己一個人就讀一班，因此考上蠟梅中學後很珍惜現在的同班同學，希望能跟班上所有人成為朋友，同時也洞悉班上所有人的個性跟天賦。
由于入学面试时过于兴奋介绍自己对水手服的喜爱而没被告知学校已更换为西式制服，入学时才发现，最后校长基于她对水手服的热诚和水手服也是旧款校服而允许她自主选择，最终还是坚持穿水手服作为校服。
兔原透子（聲：鬼頭明里）
座號2號，2月19日生，水瓶座。性格開朗，喜歡主動與人交流，對班上同學的八卦如數家珍，非常在意小路的事。家裡是西點鋪，但小時候對做點心沒興趣，為了離開東京特地報考偏差值較高的蠟梅中學，跟龍守逢以前在同個補習班補習。現在住在學校宿舍「滿月寮」，同房室友是神默，木崎則住在隔壁房。為了早點與宿舍的人打好關係，透過電話向父親學點心製作方式，並加入宿舍家政組，可自由採買及使用廚房。由於宿舍規定要購物須事先申請，因此許多同學會用零用錢拜託兔原製作點心。社團為壘球社。
大熊實（聲：小原好美）
座號3號，11月24日生，射手座。喜歡合理的事物和現象，熱愛觀察生物，對機械似乎也很了解，來到蠟梅學園後目光則擺在小路身上。住在學校宿舍「滿月寮」。
神默根子（聲：伊藤美來）
座號4號，6月6日生，雙子座。總是一臉睡眼惺忪的樣子，常常因為上課打瞌睡而被老師警告。社團為弓道社，住在學校宿舍「滿月寮」，同房室友是兔原。
木崎江利花（聲：雨宮天）
座號5號，3月23日生，牡羊座。小路在班上第一位認識的同學，同時具備大小姐氣質端莊的一面，以及喜愛釣魚、登山等戶外活動活潑的一面，並參加了蠟梅的登山社。因緊張或煩惱時以剪指甲紓壓，開學第一天正巧被小路撞見剪腳指甲，結下不解之緣，成為首位造訪小路家的朋友，同時也暗自羨慕做什麼事都很放得開的小路。父親是著名的指揮家，也是班上少數的千金小姐，從小就學習各種樂器，鋼琴的技巧特別卓越。住在學校宿舍「滿月寮」，自己的宿舍房間備有鋼琴。
古城智乃（聲：若山詩音）
座號6號，10月3日生，天秤座。性格溫婉文靜、喜歡閱讀，從小路那邊借到手帕而開啟了兩人間的交流。對於寫作十分感興趣，第一學期加入文藝社。隨同小路參觀過話劇社後，決定在第二學期加入。
四條璃生奈（聲：田所梓）
座號7號，8月28日生，處女座。從小開始打網球，一直到準備國中入學考試時才停止練習，對自己發育較早的上圍懷有心結。加入了學校的網球社。
龍守逢（聲：伊瀨茉莉也）
座號8號，8月8日生，獅子座。個性不服輸的努力家，任何事情都要爭第一，以考試成績贏過谷川景為目標。擔任副班長十分認真，也有喜歡打電動的一面。戴眼鏡，家住東京，社團為田徑社。
谷川景（聲：關根明良）
座號9號，6月27日生，巨蟹座。1年3班的班長，以第一名的成績通過蠟梅入學考試的資優生。和小路的相處後，開始對自拍產生了興趣，受其影響加入了學校的攝影社。搭乘公車上學，會看到小路在窗外追著公車奔跑揮手。
峠口鮎美（聲：三上枝織）
座號10號，1月3日生，摩羯座。來自青森，使用津軽弁，但盡量不讓方言脫口而出，因此在班上不太說話。老家的車庫裡有桌球桌，從小就常和爺爺打桌球，住在學校宿舍「滿月寮」。
入學考試時在廁所裡向明日小路借了手帕，卻因為找不到機會開口而拖了很久才歸還。
戶鹿野舞衣（聲：白石晴香）
座號11號，9月26日生，天秤座，班上最寡言的人，社團為籃球社，住在學校宿舍「滿月寮」，同房室友是蛇森。十分努力练习篮球，并以此鼓励蛇森克服困难自学吉他。
苗代靖子（聲：本渡楓）
座號12號，2月25日生，雙魚座。身高很高。
原本很煩惱自己長太高，但在見到鷲尾瞳之後，似乎改變了想法。小路偶爾會夾的蝴蝶結髮夾就是她送的。住在學校宿舍「滿月寮」。
水上莉莉（聲：石川由依）
座號13號，5月14日生，金牛座。擅長游泳，操關西方言。
在班上話不多，對小路倒是能夠敞開心胸交談，曾跟小路比過一場游泳上的競賽，個性看似文靜實則有喜歡小作弄他人的一面。属于体育特长生，所以学习成绩不太好。
平岩螢（聲：麻倉桃）
座號14號，10月7日生，天秤座。班上身形最小、神出鬼沒的不可思議少女。擁有在高年級生的教室裡出現亦面不改色的膽識。
蛇森生靜（聲：神戶光步）
座號15號11月11日生，天蠍座。曾對小路撒謊說會彈吉他，不過在短時間內十分努力的自學下還是成功學會了。對電吉他有興趣，住在學校宿舍「滿月寮」，同房室友是戶鹿野。
鷲尾瞳（聲：石上靜香）
座號16號，10月30日生，天蠍座。班上最高的人。被視為排球隊的明日之星。住在學校宿舍「滿月寮」。
身高超過 170cm 。不甩排球名校的推薦，選擇進入自己恩師的母校蠟梅學園就讀，外在看似嚴肅但卻很明事理。以比賽中方便叫名為由，只以「路」（こみ）來稱呼小路。

### 明日家
明日優和（聲：花澤香菜）
明日小路的母親，同样毕业于蜡梅中学，在家从事裁缝工作和家庭主婦。由于就学时也是穿水手服，所以答应小路制作水手服校服。
明日花緒（聲：久野美咲）
明日小路的妹妹，模样如同缩小版的小路，性格率真开朗乐观，也时常鼓励姐姐小路。其嬌小的模樣和討喜的性格很受小路同班同學的喜愛。
明日（聲：三上哲）
明日小路的父親。因為在外地工作而很少在家，對於沒法時時刻刻陪在家人身邊感到有些遺憾。

### 蠟梅學園
田村賴（聲：M·A·O）
1年3班的級任老師兼話劇社顧問，12月24日生，摩羯座，25歲，單身。
相當博學多聞且風趣，只要有學生提問就會興致勃勃地說出十倍的答案以及從來沒聽過的故事，也因此經常上課上到一半就岔題，被學生們稱為「離題大師」（ダッセン）。
千嵐帆呼（聲：種崎敦美）
3年級生，話劇社社長。身形嬌小，1年級時是學年成績頂尖的天才，後來卻因遲到慣犯、行為怪異而被稱為怪咖。
在小路和智乃入社前是話劇社僅存的社員，外表看似面無表情，其實暗地看好小路在演戲方面的天賦而努力鞭策她。

### 其他
福元幹（聲：齊藤朱夏）
明日小路所嚮往的偶像。

## 創作
博以往的作品一直都在芳文社和KADOKAWA的雜誌連載，而《明日同學的水手服》則是經集英社出版。在他的上一部作品《YUMEKURI》連載結束的半年前，集英社《週刊Young Jump》編輯部找上了他。出於他自己「集英社等於週刊連載」的印象，而且以他繪畫的速度是絕對不可能做到週刊連載的，所以他本來是沒甚麽興趣的。不過，由於也沒定下接下來的工作，於是仍然跟負責編輯洽談。在多次洽談後，他得出「箱庭」這個主題——沒有特定的主角，從第三者角度去觀察女孩子的校園生活。以校園生活本身作為作品主題，可以讓他自由地畫當時想畫的東西。在最初的構想中，明日小路並非主角，只是同學中的其中一人。因為他想描繪角色的「初體驗」，所以將主角明日小路設定為中學一年級生，而非生活經驗比較豐富的高中生。「水手服」這個構想是他在想第1話的分鏡稿時浮現的。他形容明日「在某種意義上也算是個奇幻的女孩子」，本身讀者很難將自身的感情投入這個角色，而稱讓她一人穿着跟別人不同的校服，就能夠讓讀者產生為她加油的感情。
博的每部作品都有髮型是披肩雙馬尾（ツーサイドアップ）的角色，這次是木崎江利花。雖然他筆下的主角多為黑長髮，但其實他個人比較喜歡披肩雙馬尾。他稱這是受到電子遊戲《Kanon》的影響，他很喜歡遊戲中澤渡真琴這個角色。
角色起名源自博對角色的印象顏色。例如「明日小路」來自他對角色的印象色——黑和白。姓氏「明日」從白色聯想而來，而名字「小路」則從黑色聯想而來。「鷲尾瞳」則源自這個角色整體黑色的印象，黑髮濃眉，性格硬派，於是使用了他覺得感覺是黑色的字，筆劃也很多。而（水上莉莉）則因其較淺的髮色，而刻意使用筆劃較少的字。

## 出版書籍
| 卷數 | 集英社         | 集英社                 | 青文出版       | 青文出版                                                |
| 卷數 | 發售日期       | ISBN                   | 發售日期       | ISBN / EAN                                              |
| ---- | -------------- | ---------------------- | -------------- | ------------------------------------------------------- |
| 1    | 2017年4月19日  | ISBN 978-4-08-890671-3 | 2018年11月12日 | ISBN 978-986-35-6664-9                                  |
| 2    | 2017年10月19日 | ISBN 978-4-08-890765-9 | 2019年6月10日  | ISBN 978-986-35-6871-1                                  |
| 3    | 2018年5月18日  | ISBN 978-4-08-891016-1 | 2019年8月10日  | ISBN 978-986-51-2013-9                                  |
| 4    | 2018年11月19日 | ISBN 978-4-08-891115-1 | 2019年11月7日  | ISBN 978-986-51-2126-6                                  |
| 5    | 2019年5月17日  | ISBN 978-4-08-891223-3 | 2020年1月13日  | ISBN 978-986-51-2199-0 EAN 471-801-60-3709-0（限定版）  |
| 6    | 2019年11月19日 | ISBN 978-4-08-891384-1 | 2020年7月15日  | ISBN 978-986-51-2415-1                                  |
| 7    | 2020年8月19日  | ISBN 978-4-08-891549-4 | 2021年3月22日  | ISBN 978-986-51-2940-8                                  |
| 8    | 2021年4月19日  | ISBN 978-4-08-891777-1 | 2022年4月18日  | ISBN 978-626-32-2413-1                                  |
| 9    | 2021年10月19日 | ISBN 978-4-08-892102-0 | 2022年7月28日  | ISBN 978-626-32-2777-4 ISBN 978-626-34-0007-8（限定版） |
| 10   | 2022年6月17日  | ISBN 978-4-08-892275-1 | 2023年1月12日  | ISBN 978-626-34-0331-4                                  |
| 11   | 2023年3月17日  | ISBN 978-4-08-892538-7 | 2023年10月30日 | ISBN 978-626-36-2601-0                                  |
| 12   | 2023年10月19日 | ISBN 978-4-08-892826-5 | 2024年7月15日  | ISBN 978-626-39-9183-5                                  |
| 13   | 2024年4月18日  | ISBN 978-4-08-893222-4 | 2024年12月11日 | ISBN 978-626-39-9874-2                                  |
| 14   | 2024年10月18日 | ISBN 978-4-08-893431-0 |                |                                                         |
| 15   | 2025年5月19日  | ISBN 978-4-08-893641-3 |                |                                                         |

## 電視動畫
改編電視動畫於2022年1月8日至3月26日播映，共12集，動畫製作公司是CloverWorks。播映時間跟同由CloverWorks製作的相連。

### 消息公佈、宣傳
2021年3月26日，宣佈將獲改編為電視動畫，並公開一條概念短片。10月1日，宣佈動畫定於2022年1月首播，並公開第1張主視覺圖、第1條宣傳片、4名主要角色的聲優，以及主要製作人員陣容。10月19日，再公開私立蠟梅學園中學部1年3班另外12名學生的聲優。12月3日，宣佈首播日期是1月8日，並公開第2張主視覺圖。12月18日，公開第2條宣傳片，以及4名配角的聲優。12月28日，公開第3張主視覺圖。
2021年12月25日、26日，分別在東京（25日）、大阪和名古屋（26日）舉辦多場先行上映會，在活動中先行播映第1集和第2集。2022年1月5日晚上8時（UTC+9），本作連同其他兩部《週刊Young Jump》連載漫畫改編動畫《輝夜姬想讓人告白－超級浪漫－》（2022年4月播映第3季）和《SHADOWS HOUSE-影宅-》（節目前已宣佈會有第2季，節目中宣佈定於2022年7月首播），在Aniplex YouTube頻道上播放特備節目。
2022年3月26日，於AnimeJapan2022的GREEN STAGE舉辦舞台活動，出席聲優包括村上真夏、雨宮天、鬼頭明里和若山詩音，主持人是百花繚亂。

### 製作
主角明日小路由村上真夏飾演，這是她首次為電視動畫主角配音。這個選角是原作者博和製作組的一致決定。博稱他在聽應徵者現場試音的過程中，聽到村上真夏的演技時，就覺得「就是這個！」，導演和製作組其他人也有跟他一樣的印象。
由第3集起開始有由CloverWorks培育的動畫師初次擔任電視動畫的原畫師，岡勇一是他們的作畫育成監督。

#### 製作人員
- 原作：博
- 導演：黑木美幸
- 系列構成、編劇：山崎莉乃
- 角色設計：河野惠美
- 副角色設計：川上大志、安野將人
- 總作畫監督：河野惠美、川上大志、安野將人
- 美術設定：鹽澤良憲
- 美術監督：薄井久代、守安靖尚
- 色彩設計：橫田明日香
- 攝影監督：川下裕樹（MADBOX）
- 3D指導：宮原洋平
- 人物修飾：Capsule
- 編輯：齋藤朱里（三嶋編集室）
- 音樂：
- 音響監督：濱野高年
- 動畫製作：CloverWorks[40]

### 主題曲
片頭曲《開端的刹那》（はじまりのセツナ）
作詞、作曲、編曲：杉山勝彥，主唱：私立蠟梅學園中學部1年3班
片尾曲《Baton》
作詞、作曲、編曲：中野領太，主唱：明日小路（村上真夏）
片尾曲
作詞、作曲：shirosagi，編曲：高橋浩一郎，主唱：明日小路（村上真夏）
劇中歌《hem》
作詞、作曲：杉山勝彥，主唱：福元幹（齊藤朱夏）
劇中歌《Delusion》
作詞、作曲、編曲：白戶佑輔，主唱：福元幹（齊藤朱夏）
劇中歌《Illumination》
作詞：栗原曉，作曲：栗原曉、久保田真悟，編曲：久保田真悟，主唱：福元幹（齊藤朱夏）
劇中歌《Cherry》
作詞、作曲：草野正宗，主唱：蛇森生靜（神戶光步）

### 集數列表
| 集數     | 日文標題 | 中文標題                 | 分鏡             | 演出             | 作畫監督                                      | 總作畫監督                 | 首播日期      |
| -------- | -------- | ------------------------ | ---------------- | ---------------- | --------------------------------------------- | -------------------------- | ------------- |
| 第一話   |          | 嚮往的水手服             | 黑木美幸         | 黑木美幸 都築遙  | 河野惠美、川上大志                            | 河野惠美                   | 2022年 1月8日 |
| 第二話   |          | 明天見                   | 加藤誠           | 加藤誠           | 安野將人                                      | 河野惠美                   | 1月15日       |
| 第三話   |          | 社團决定好了嗎？         | 中村章子         | 原田孝宏         | 八重樫洋平、長澤翔子                          | 河野惠美 川上大志          | 1月22日       |
| 第四話   |          | 我給人的印象？           | 黑木美幸         | 都築遙           | 辻雅俊                                        | 河野惠美 川上大志          | 1月29日       |
| 第五話   |          | 希望能多了解大家         | 八瀨祐樹         | 松本佳久         | 有間涼太、清水博幸 Parkji-seung、YAN CHANG    | 河野惠美 川上大志          | 2月5日        |
| 第六話   |          | 明天不是放假嗎           | 菊池貴行         | 菊池貴行         | 末田晃大、飯田剛士                            | 河野惠美 川上大志          | 2月12日       |
| 第七話   |          | 請讓我聽聽看             | Moaang           | Moaang           | 川上大志                                      | 不適用                     | 2月19日       |
| 第八話   |          | 下一次我想贏             | 長井龍雪         | 山本陽介         | 山口智、小泉初榮、小松麻美                    | 安野將人 河野惠美          | 2月26日       |
| 第九話   |          | 预～备！                 | 舛成孝二         | 神谷望夢         | 鈴木政彥、上武優也、新宫祐介 蔡孟書、高橋瑞紀 | 安野將人 河野惠美          | 3月5日        |
| 第十話   |          | 加油！加油！             |                  | 都築遙           | 田中裕介、飯田剛士、八重樫洋平                | 河野惠美 安野將人 川上大志 | 3月12日       |
| 第十一話 |          | 在相同的时间…和大家一起… | 三浦貴博         | 牛嶋新一郎       | 辻雅俊、末田晃大                              | 河野惠美 川上大志          | 3月19日       |
| 第十二話 |          | 我不是一個人             | 黑木美幸、都築遥 | 黑木美幸、都築遥 | 山口智、小松麻美 岡田洋奈、岡田直樹           | 河野惠美 川上大志 安野將人 | 3月26日       |

### 播映平台
日本深夜動畫：下文記載的日本国内播放時間使用日本標準時間（UTC+9）表示。因為部分時間标识會採用30小时制，因此請留意这类超过24:00的时间，其實際播放時間為翌日清晨。
| 播放日期               | 播放時間（UTC+9）    | 播放電視台 | 播放地區   | 備註             |
| ---------------------- | -------------------- | ---------- | ---------- | ---------------- |
| 2022年1月8日－3月26日  | 星期六 24:30 - 25:00 | TOKYO MX   | 東京都     |                  |
| 2022年1月8日－3月26日  | 星期六 24:30 - 25:00 | 栃木電視台 | 栃木縣     |                  |
| 2022年1月8日－3月26日  | 星期六 24:30 - 25:00 | 群馬電視台 | 群馬縣     |                  |
| 2022年1月8日－3月26日  | 星期六 24:30 - 25:00 | BS11       | 日本全國   | 衛星廣播         |
| 2022年1月8日－3月26日  | 星期六 26:08 - 26:38 | 每日放送   | 近畿廣域圏 |                  |
| 2022年1月9日－3月27日  | 星期日 23:00 - 23:30 | BS朝日     | 日本全國   | 衛星廣播         |
| 2022年1月10日－3月28日 | 星期一 21:00 - 21:30 | AT-X       | 日本全國   | 衛星廣播，有重播 |

| 播映地區 | 播映平台 | 播映日期              | 播映時間              | 備註   |
| -------- | --- | --------------------- | --------------------- | ------ |
| 臺灣     | 巴哈姆特動畫瘋、中華電信MOD、Hami Video、LiTV 線上影視、myVideo、遠傳friDay影音 中嘉bb寬頻.bbTV、KKTV、LINE TV、Yahoo TV 一起看、CATCHPLAY+、bilibili | 2022年1月8日－3月26日 | 星期六 25:00（UTC+8） | [ 51 ] |
| 中国大陆 | bilibili | 2022年3月10日－       | -                     | [ 52 ] |

### BD / DVD
| 卷數 | 發售日期      | 收錄話數       | 規格編號      | 規格編號      |
| 卷數 | 發售日期      | 收錄話數       | BD限定版      | DVD限定版     |
| ---- | ------------- | -------------- | ------------- | ------------- |
| 1    | 2022年4月27日 | 第1話－第2話   | ANZX-13281/2  | ANZB-13281/2  |
| 2    | 2022年5月25日 | 第3話－第4話   | ANZX-13283/4  | ANZB-13283/4  |
| 3    | 2022年6月29日 | 第5話－第6話   | ANZX-13285/6  | ANZB-13285/6  |
| 4    | 2022年7月27日 | 第7話－第8話   | ANZX-13287/8  | ANZB-13287/8  |
| 5    | 2022年8月31日 | 第9話－第10話  | ANZX-13289/90 | ANZB-13289/90 |
| 6    | 2022年9月28日 | 第11話－第12話 | ANZX-13291/2  | ANZB-13291/2  |

### 漫畫
1. 1 2 3 4  漫畫單行本第1卷
2. 1 2 3 4 5 6 7 8 9 10  漫畫單行本第8卷
3. 1 2 3  漫畫單行本第2卷
4. 1 2 3  漫畫單行本第3卷
5. ↑  漫畫單行本第7卷
6. 1 2 3 4  漫畫單行本第4卷

### 其他
1. ↑  . Natalie. 2017-04-19  [2020-09-05]. （原始内容存档于2019-04-26） （日语）.
2. ↑  . MANTANWEB. 2023-03-17  [2023-03-17]. （原始内容存档于2023-03-29） （日语）.
3. 1 2 3 4 5 6 7 8 9 10 11 12 13 14 15 16 17 18 19 20 21 22 23 24 25 26 27 28 29 30 31 32 33 34 35 36 37 38 39  . 電視動畫《明日同學的水手服》官方網站.   [2021-12-26]. （原始内容存档于2022-01-17） （日语）.
4. ↑  . twitter. 2022-04-03  [2022-05-10]. （原始内容存档于2022-04-21） （日语）.
5. ↑  . comicspace. 2019-11-19  [2022-03-27]. （原始内容存档于2022-02-28） （日语）.
6. 1 2 3  . comicspace. 2019-11-19  [2022-03-27]. （原始内容存档于2022-02-28） （日语）.
7. 1 2  . 電視動畫《明日同學的水手服》官方網站. 2022-01-08  [2022-03-27]. （原始内容存档于2022-01-30） （日语）.
8. ↑  . 集英社.   [2021-12-20]. （原始内容存档于2021-12-20） （日语）.
9. ↑  . 青文出版.   [2020-09-06]. （原始内容存档于2021-11-25）.
10. ↑  . 集英社.   [2021-12-20]. （原始内容存档于2021-12-20） （日语）.
11. ↑  . 青文出版.   [2020-09-06]. （原始内容存档于2021-11-25）.
12. ↑  . 集英社.   [2021-12-20]. （原始内容存档于2021-12-20） （日语）.
13. ↑  . 青文出版.   [2020-09-06]. （原始内容存档于2021-11-25）.
14. ↑  . 集英社.   [2021-12-20]. （原始内容存档于2021-12-20） （日语）.
15. ↑  . 青文出版.   [2020-09-06]. （原始内容存档于2021-11-25）.
16. ↑  . 集英社.   [2021-12-18]. （原始内容存档于2021-12-17） （日语）.
17. ↑  . 青文出版.   [2020-09-06]. （原始内容存档于2021-11-25）.
18. ↑  . 青文出版.   [2020-09-06]. （原始内容存档于2021-04-16）.
19. ↑  . 集英社.   [2021-12-18]. （原始内容存档于2021-12-17） （日语）.
20. ↑  . 青文出版.   [2020-09-06]. （原始内容存档于2020-08-04）.
21. ↑  . 集英社.   [2021-12-11]. （原始内容存档于2021-12-11） （日语）.
22. ↑  . 青文出版.   [2021-11-25]. （原始内容存档于2021-11-25）.
23. ↑  . 集英社.   [2021-12-05]. （原始内容存档于2021-12-05） （日语）.
24. ↑  . 青文出版.   [2022-04-18]. （原始内容存档于2022-06-16）.
25. ↑  . 集英社.   [2021-11-28]. （原始内容存档于2021-11-11） （日语）.
26. ↑  . 青文出版.   [2022-07-28]. （原始内容存档于2022-09-14）.
27. ↑  . 青文出版.   [2023-10-21]. （原始内容存档于2023-10-30）.
28. ↑  . 集英社.   [2022-07-17]. （原始内容存档于2022-08-16） （日语）.
29. ↑  . 青文出版.   [2023-01-12]. （原始内容存档于2023-03-25）.
30. ↑  . 集英社.   [2023-03-17]. （原始内容存档于2023-03-17） （日语）.
31. ↑  . 青文出版.   [2023-10-30]. （原始内容存档于2023-10-30）.
32. ↑  . 集英社.   [2023-10-19]. （原始内容存档于2024-01-15） （日语）.
33. ↑  . 青文出版.   [2024-08-11]. （原始内容存档于2024-08-11）.
34. ↑  . 集英社.   [2024-04-18]. （原始内容存档于2024-08-24） （日语）.
35. ↑  . 集英社.   [2024-10-18]. （原始内容存档于2025-04-02） （日语）.
36. ↑  . 集英社.   [2025-05-19]. （原始内容存档于2025-05-20） （日语）.
37. ↑  . Natalie. 2021-03-26  [2021-04-02]. （原始内容存档于2021-12-11） （日语）.
38. 1 2  . Natalie. 2021-10-01  [2021-10-01]. （原始内容存档于2021-12-11） （日语）.
39. ↑  . Natalie. 2021-10-19  [2021-12-26]. （原始内容存档于2022-01-03） （日语）.
40. 1 2  . Natalie. 2021-12-03  [2021-12-11]. （原始内容存档于2021-12-11） （日语）.
41. ↑  . Natalie. 2021-12-18  [2021-12-26]. （原始内容存档于2021-12-19） （日语）.
42. ↑  @AKEBI_chan.  (推文). 2021-12-28 –Twitter.
43. ↑  . 電視動畫《明日同學的水手服》官方網站.   [2021-12-26]. （原始内容存档于2021-12-26） （日语）.
44. ↑  . Natalie. 2021-12-18  [2021-12-26]. （原始内容存档于2022-01-08） （日语）.
45. ↑  . AnimeJapan.   [2022-02-02]. （原始内容存档于2022-03-26） （日语）.
46. ↑  @oka_yu_1.  (推文). 2022-01-23 –Twitter.
47. 1 2 3 4 5 6  . 電視動畫《明日同學的水手服》官方網站.   [2022-01-09]. （原始内容存档于2022-01-17） （日语）.
48. ↑   . . 第7集. 2022-02-19 （日语）.
49. ↑  . 電視動畫《明日同學的水手服》官方網站.   [2023-10-21]. （原始内容存档于2023-09-21） （日语）.
50. ↑  . 電視動畫《明日同學的水手服》官方網站.   [2021-12-26]. （原始内容存档于2022-01-17） （日语）.
51. ↑  . 木棉花Instagram官方帳號. 2021-12-27  [2021-12-27] （中文（臺灣））.
52. ↑  . 哔哩哔哩番剧. 2022-01-10  [2022-06-14]. （原始内容存档于2022-06-19）.
53. ↑  . 電視動畫《明日同學的水手服》官方網站.   [2022-03-05]. （原始内容存档于2022-03-18） （日语）.

## 外部連結
漫畫
- 漫畫連載網站（日語）
- 【編輯選書】漫畫《明日同學的水手服》「鄉下×國中生×水手服，溫馨的學園物語即將開始囉！」 - 青文出版（繁體中文）

電視動畫
- 電視動畫官方網站（日語）
- 電視動畫的X（前Twitter）（日語）
- YouTube上的AKEBI Channel頻道（日語）